# 甘介侯
甘 介侯（かん かいこう）は中華民国の政治家・外交官。民国期の外交部長・陳友仁の側近で、新広西派（新桂系）の李宗仁の下でも活動した。

## 事績
清華大学を卒業後、1920年（民国9年）にアメリカへ留学し、ウィスコンシン大学、ハーバード大学で政治学・外交学を学び、ハーバード大学で哲学博士号を取得した。1926年（民国15年）に帰国し、当初は上海の各大学で教鞭をとった。翌1927年（民国16年）、甘は武漢国民政府外交部に招聘されて外交部長陳友仁の秘書となり、まもなく秘書長に昇進した。武漢国民政府が反共に転じ、陳がモスクワへ去ると、甘が暫時外交部長を代理している。11月、湘鄂臨時政務委員会委員となり、さらに江漢関監督兼特派湖北交渉員に任ぜられた。
その後、甘介侯は新広西派の李宗仁を頼って広西省に赴き、翌1928年（民国17年）、李の下で第1方面軍外交処処長となる。1931年（民国20年）、西南派による広州国民政府が成立すると、甘もこれに参加し、第4集団軍外交処処長に任ぜられた。同政府には陳友仁も外交部長として参加しており、甘は再び陳を補佐して活動している。満洲事変後の大同団結により、陳が合流後の国民政府でも外交部長に任ぜられると、甘は外交部常務次長として起用された。
翌1932年（民国21年）1月、早くも陳友仁は部長を辞任し、甘介侯もこれに従い自らも次長職を離れたが、その後の甘は駐広東・広西特派員をつとめている。1936年（民国25年）5月に辞任し、翌年8月、国防参議会参議員となった。1938年（民国27年）6月、第1期国民参政会参政員に選出された（第2期でも同じく選出）。日中戦争終結後の1946年（民国35年）に北平行轅顧問に任ぜられる。1949年（民国38年）、いったん香港に移るが、まもなく国際連合代表に任命され、アメリカに赴任した。後にラトガース大学で教授となっている。1984年、ニューヨークにて病没。享年88。

## 注
1. 1 2 3  徐主編（2007）、252頁。
2. 1 2 3  劉主編（2005）、324頁。
3. 1 2 3  東亜問題調査会編（1941）、38頁。